# Яниково (Марий Эл)
Яниково (горномар. Йӓнӹксола) — деревня в Горномарийском районе Марий Эл Российской Федерации. Входит в состав Виловатовского сельского поселения.
Численность населения — 120 человек (2010 год).

## География
Располагается в 3,3 км от административного центра сельского поселения — села Виловатово.

## История
Деревня названа именем первооснователя. В XVI—XVIII веках являлась составной частью деревни-общины «Виловатый Враг». Впервые «выселок Яников» из деревни Виловатый Враг упоминается в 1795 году.

## Население
| 2002 | 2010 |
| ---- | ---- |
| 132  | ↘120 |